# Coast Guard Air Station

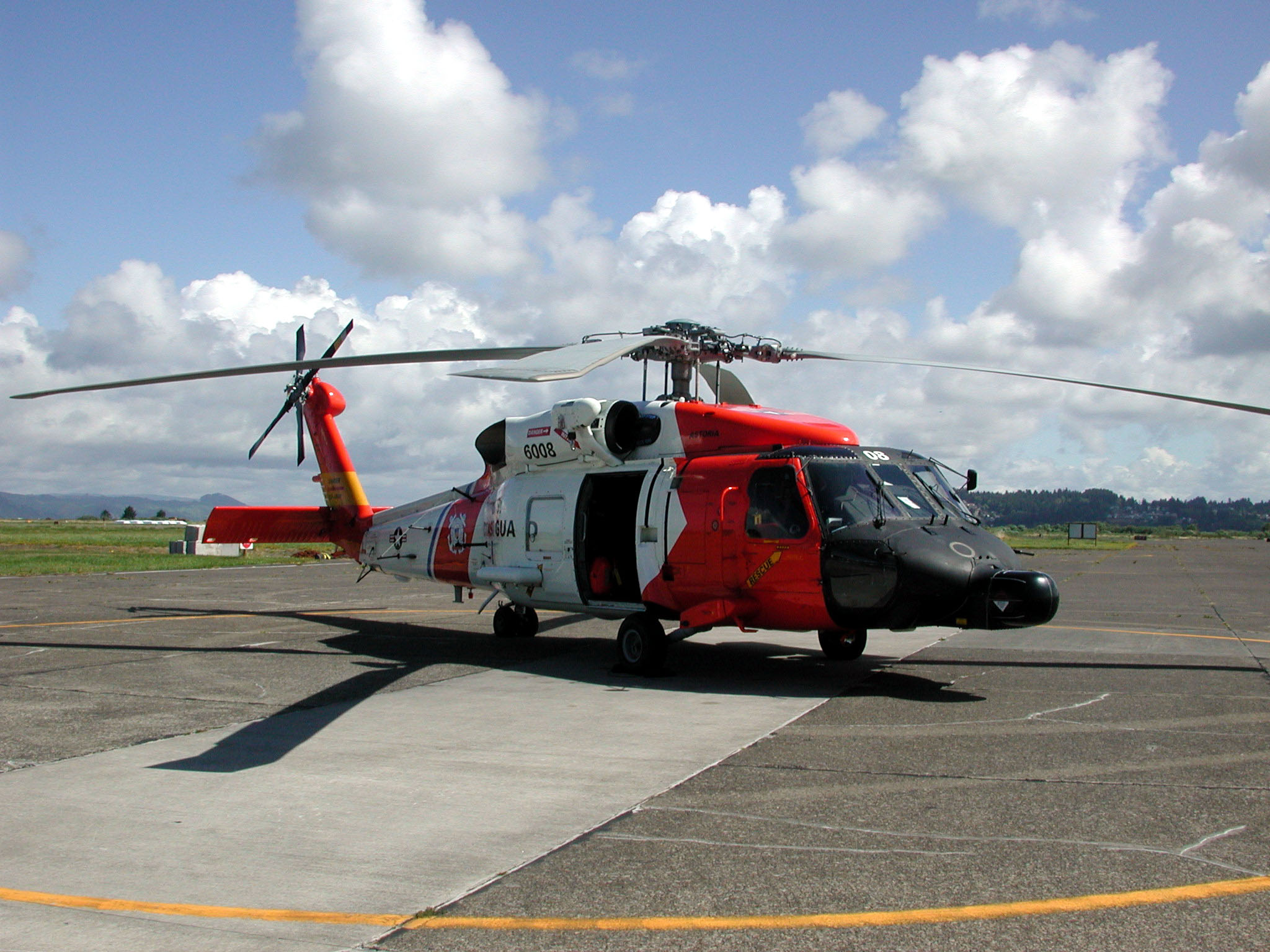
Sikorsky UH-60 JAYHAWK am Coast Guard Air Station Astoria, Oregon

Eine Coast Guard Air Station (CGAS) ist ein Stützpunkt für Luftfahrzeuge der United States Coast Guard. Der erste wurde im Jahr 1920 in Morehead City (North Carolina) eingerichtet. In den neun Distrikten der Küstenwache befinden sich meist jeweils mehrere Stützpunkte:
- 1. Distrikt
  - CGAS Cape Cod, Massachusetts
  - CGAS Atlantic City (New Jersey) beim Atlantic City International Airport in Pomona (New Jersey)
  - CGAS Elizabeth City, North Carolina mit Trainingszentrum
- 7. Distrikt
  - CGAS Clearwater, Florida
  - CGAS Miami, Florida
  - CGAS Savannah (Georgia)
  - CGAS Borinquen bei Aguadilla, Puerto Rico (Ramey Air Force Base)
- 8. Distrikt
  - CGAS Houston, Texas
  - CGAS Corpus Christi, Texas
  - CGAS New Orleans, Louisiana
  - Coast Guard Aviation Training Center (ATC), Mobile (Alabama)
- 9. Distrikt
  - CGAS Detroit, Michigan
  - CGAS Traverse City, Michigan
- 11. Distrikt
  - CGAS Humboldt Bay (McKinleyville), KalifornienCoast Guard Group / Air Station Humboldt Bay (McKinleyville)
  - CGAS Sacramento, Kalifornien
  - CGAS San Francisco, Kalifornien
  - CGAS Los Angeles, Kalifornien
  - CGAS San Diego, Kalifornien
- 13. Distrikt
  - CGAS Astoria, Oregon
  - CGAS North Bend, Oregon
  - CGAS Port Angeles, Washington
- 14. Distrikt
  - CGAS Barbers Point, Hawaii
- 17. Distrikt

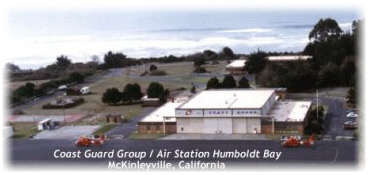
Coast Guard Group / Air Station Humboldt Bay (McKinleyville)

  - CGAS Kodiak, Alaska beim Integrated Support Command Kodiak
  - CGAS Sitka, Alaska